# Terremoto di Bali
Il terremoto di Bali del 1979 si è verificato alle 03:58 il 18 dicembre con una magnitudo delle onde superficiali di 6,3. La scossa si è verificata a sud-est della costa della reggenza di Karangasem nello stretto di Lombok. Fino all'80 per cento degli edifici nella reggenza di Karangasem sono stati danneggiati, tra 15.000 e 500.000 persone sono state sfollate e i collegamenti stradali con il capoluogo del Denpasar sono stati interrotti.

## Impostazione tettonica
L'isola di Bali fa parte dell'arco della Sonda e si trova dove la placca australiana sta subducendo la placca della Sonda. Verso est da Bali, anche l'arco della Sonda viene spinto sopra i bacini di back-arc di Bali e Flores su una serie di spinte a sud. I meccanismi focali per i terremoti vicino a Bali sono prevalentemente il senso di spinta sia sull'interfaccia di subduzione che sul sistema di faglie a nord.
Un precedente terremoto verificatosi il 14 Luglio 1976 a nord della Reggenza di Buleleng, ha causato 573 morti a Bali e ha provocato lo sfollamento di circa 600 persone.

## Il terremoto
Una scossa precedente di magnitudo 6.2 verificatasi il 20 ottobre, ha danneggiato Mataram, la capitale della vicina isola di Lombok. Vennero distrutti centinaia di edifici su quell'isola, come a Bali. Due persone sono state uccise, tra cui un bambino di 3 anni a Lombok e una madre incinta in un ospedale di Denpasar. L'epicentro del terremoto del 20 ottobre è stato di circa il 28 km (17 mi) nord-nord-est del terremoto del 17 dicembre.
Secondo l'United States Geological Survey (USGS), la scossa del 18 dicembre si è verificata a 60 km (37 mi) est-nordest di Denpasar ad una profondità di 15 km (9,3 mi). I primi rapporti degli osservatori locali hanno suggerito che l'epicentro potrebbe essere stato sotto lo stratovulcano Agung, tuttavia le autorità indonesiane hanno confermato la posizione nello stretto di Lombok. La scossa è stata avvertita soprattutto lungo la costa orientale di Lombok, anche se lì non ci sono stati danni significativi.
Poiché il terremoto si è verificato durante la notte, c'è stato un significativo panico; si dice che i residenti siano fuggiti in campi aperti o spiagge per il resto della notte.

## Danni
Secondo quanto riferito, l'ottanta per cento delle case e degli altri edifici della reggenza di Karangasem sono stati distrutti o danneggiati. Sono state distrutte circa ottantamila case, 40 templi indù, 17 mercati, 8 scuole, diverse moschee e un ospedale pubblico. Inoltre, i villaggi di Culik, Datah e Tisla sono stati lasciati disabitati a causa di gravissimi danni.

## Sforzi di soccorso
L'esercito indonesiano ha montato undici tende temporanee nella regione colpita per accogliere gli sfollati. Il governatore ha inoltre consegnato almeno 25 tonnellate di riso agli sfollati.